# Goose Tatum
Reece Tatum, detto Goose (El Dorado, 31 maggio 1921 – El Paso, 18 gennaio 1967), è stato un cestista e giocatore di baseball statunitense.
Parte degli Harlem Globetrotters per 11 anni, ha in seguito fondato la sua squadra, gli Harlem Magicians, insieme a un altro ex Harlem Globetrotter, Marques Haynes. La sua maglia, numero 50, è stata ritirata dalla franchigia.

## Biografia
Nato a El Dorado, Arkansas, il 31 maggio 1921, da un padre contadino e prete protestante e una madre domestica, aveva sei fratelli. Cresciuto in Arkansas giocando a pallacanestro, baseball e football americano, dopo il liceo iniziò la sua carriera nel baseball professionale. Nel 1942 iniziò la sua carriera con gli Harlem Globetrotters fino al 1955, quando fu licenziato a causa delle ripetute assenze dalle partite. Fu dopo la fine della sua carriera che lui e Marques Haynes forndarono il loro team, The Fabulous Harlem Magicians. Fu sposato per un breve periodo con la ballerina di burlesque Lottie "the body" Graves, da cui ebbe un figlio che morí in un incidente stradale. Dopo l'incidente del figlio, Tatum iniziò a bere e ad essere ricoverato in ospedale molte volte. Morì nella sua casa di El Paso, Texas, nel 1967. Veterano della Seconda Guerra Mondiale, venne seppellito al cimitero di Fort Bliss.

## Carriera
Prima di diventare una star della pallacanestro, giocò nella National League Baseball per i Louisville Black Colonels nel 1937, poi per i Memphis Red Sox e Birmingham Black Barons fin al 1942. La sua fama è legata alla militanza negli Harlem Globetrotters dei quali fu considerato il primo clown prince. Fu una delle celebrità di questo team, tanto è vero che tra i cinque giocatori degli Harlem che hanno avuto l'onore del ritiro della maglia, vi è anche Tatum.
Ha inserito nel proprio gioco numerose gags, molte basate sulla sua statura e la lunghezza delle sue braccia, avendo un'apertura alare di circa 210 cm ed al fatto che riuscisse a toccare le proprie ginocchia con le mani senza doversi piegare. Inoltre gli è attribuita l'invenzione dell'hook shot, detto anche "gancio-cielo", che fu poi reso celebre da Kareem Abdul-Jabbar.